# Tim Kennedy
Timothy J. „Tim“ Kennedy (* 30. April 1986 in Buffalo, New York) ist ein ehemaliger US-amerikanischer Eishockeyspieler und derzeitiger -trainer, der im Verlauf seiner aktiven Karriere zwischen 2005 und 2018 unter anderem 171 Spiele für die Buffalo Sabres, Florida Panthers, San Jose Sharks und Phoenix Coyotes in der National Hockey League (NHL) auf der Position des linken Flügelstürmers bestritten hat. Des Weiteren absolvierte Kennedy über 450 Partien in der American Hockey League (AHL).

## Karriere
Tim Kennedy begann seine Karriere als Eishockeyspieler bei den Sioux City Musketeers, für die er von 2003 bis 2005 in der United States Hockey League (USHL) aktiv war. Anschließend wurde er im NHL Entry Draft 2005 in der sechsten Runde als insgesamt 181. Spieler von den Washington Capitals aus der National Hockey League (NHL) ausgewählt, die seine NHL-Rechte im Tausch gegen einen Draftpick an die Buffalo Sabres abgaben. Nachdem der Angreifer von 2005 bis 2008 für die Mannschaft der Michigan State University auf dem Eis gestanden hatte, wurde er am 1. Juni 2008 von den Sabres verpflichtet, für die er am 27. Dezember 2008 im Spiel gegen die New York Islanders sein Debüt in der NHL gab. Den Rest der Spielzeit verbrachte der Linksschütze jedoch bei deren Farmteam aus der American Hockey League (AHL), den Portland Pirates.

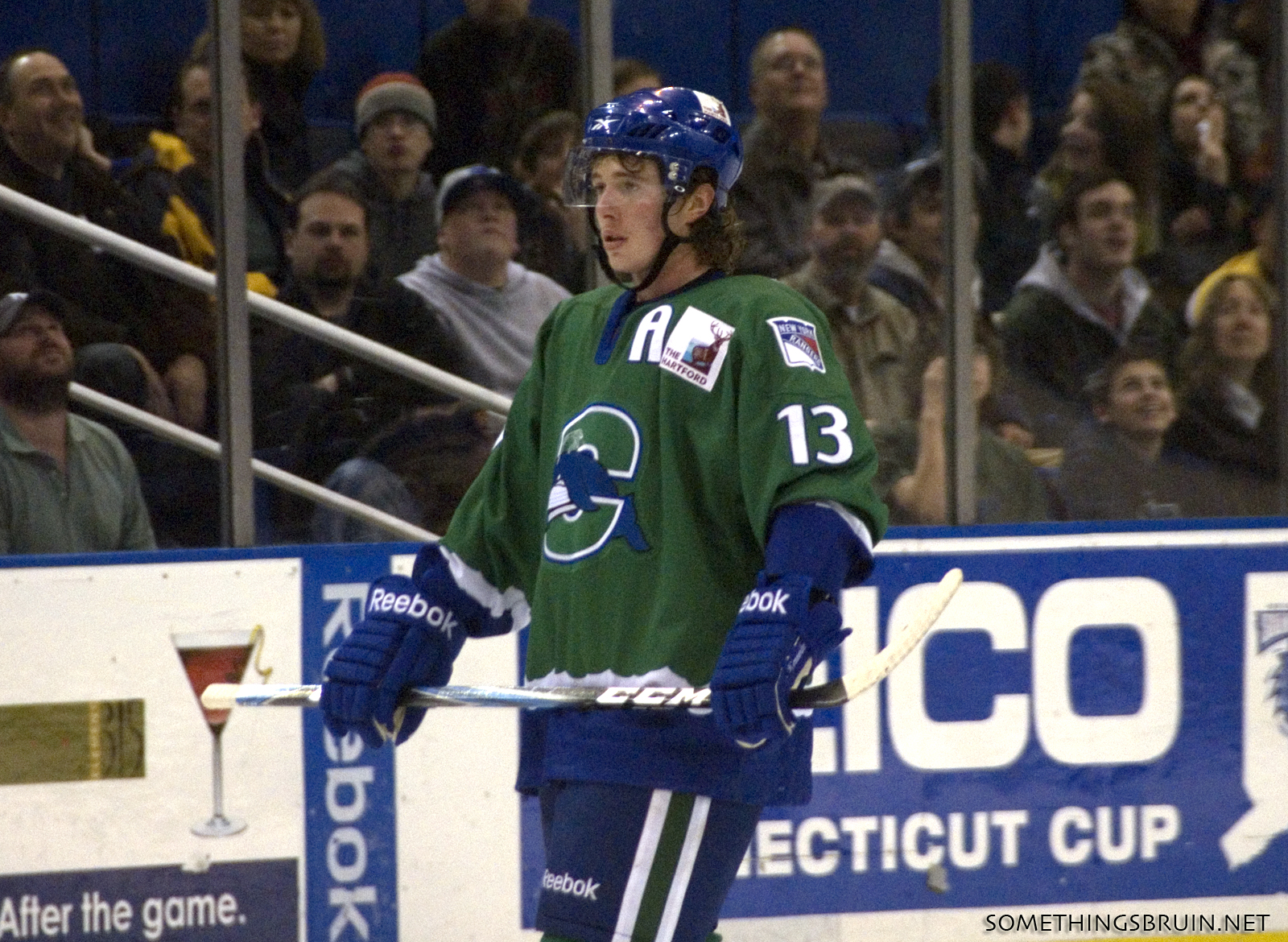
Kennedy im Trikot der Connecticut Whale (2011)

Die Saison 2009/10 verbrachte er im NHL-Kader der Sabres und erzielte in 78 Spielen der regulären Saison zehn Tore und 16 Assists. Zudem lief er in sechs Playoff-Partien auf und schoss ein Tor und bereitete zwei weitere vor. Im Sommer 2010 wurde seine Vertragsverlängerung vor dem NHL-Schiedsgericht verhandelt. Anfang August 2010 stimmten die Sabres zunächst dem Vorschlag des Gerichts zu, kauften sich aber am 4. August aus dem Vertrag für 333.000 US-Dollar heraus. Am 30. August unterzeichnete Kennedy als Free Agent ein neues Arbeitspapier bei den New York Rangers, bekam aber keinen Stammplatz im NHL-Kader der Rangers und wurde daher in der AHL beim Hartford Wolf Pack eingesetzt. Am 26. Februar 2011 – kurz vor der Trade Deadline – gaben die New York Rangers seine Rechte in einem Transfergeschäft an die Florida Panthers ab, um Bryan McCabe zu verpflichten. Das Management der Panthers schickte Kennedy ins Farmteam zu den Rochester Americans in die AHL. Im Januar 2012 transferierten ihn die Florida Panthers im Austausch für Verteidiger Sean Sullivan zu den San Jose Sharks. Dort spielte er allerdings hauptsächlich für die Worcester Sharks in der AHL und kam erst ab Februar 2013 zu insgesamt 13 Einsätzen in San Jose. Zusätzlich stand er in drei Playoff-Spielen für das NHL-Team auf dem Eis.
Im Juli 2013 unterzeichnete Kennedy einen Zwei-Wege-Vertrag über ein Jahr bei den Phoenix Coyotes. Das Jahr verbrachte er zu etwa gleichen Teilen bei den Coyotes und deren Farmteam, den Portland Pirates, in der AHL. Im September 2014 schloss er sich den Washington Capitals an, die ihn allerdings ausschließlich in der AHL bei den Hershey Bears einsetzten, wo er mit 59 Punkten Topscorer des Teams wurde und zum zweiten Mal nach 2013 am AHL All-Star Classic teilnahm. Nach der Saison 2014/15 wechselte Kennedy erstmals nach Europa und unterschrieb im Juni 2015 einen Vertrag bei Neftechimik Nischnekamsk aus der Kontinentalen Hockey-Liga (KHL). Dort konnte er sich jedoch nicht durchsetzen, fühlte sich in Russland nicht wohl und kam bis Dezember 2015 nur auf fünf Scorerpunkte, so dass er aus deinem Vertrag entlassen wurde. Wenige Tage nach seiner Entlassung erhielt er einen Vertrag beim finnischen Traditionsverein Jokerit Helsinki, der ebenfalls am Spielbetrieb der KHL teilnahm. Die erste Saisonhälfte 2016/17 verbrachte er beim schwedischen Erstligisten Luleå HF, entschloss sich Mitte Dezember 2016 aber aus persönlichen Gründen zur Rückkehr nach Nordamerika. Dort lief er bis zum Saisonende auf Leihbasis für die Rochester Americans in der AHL auf. Zur Saison 2017/18 schloss sich Kennedy den Binghamton Devils an, bei denen er im Sommer 2018 im Alter von 32 Jahren beendete. Anschließend begann er als Trainer in der Organisation der Buffalo Sabres zu arbeiten.

### International
Kennedy vertrat die Vereinigten Staaten bei der Weltmeisterschaft 2010 in Deutschland. Dabei kam er in allen sechs Partien zum Einsatz. Sein einziges Tor erzielte er dabei beim 10:0-Sieg über Kasachstan im ersten Spiel der Abstiegsrunde. Die US-Amerikaner belegten am Turnierende unter 16 Mannschaften den 13. Platz.

## Erfolge und Auszeichnungen
| - 2005 USHL Second All-Star Team - 2007 NCAA-Division-I-Championship mit der Michigan State University - 2007 NCAA Championship All-Tournament Team - 2008 CCHA Second All-Star Team | - 2009 AHL All-Rookie Team - 2013 Teilnahme am AHL All-Star Classic (nicht gespielt) - 2015 Teilnahme am AHL All-Star Classic |

## Karrierestatistik

### International
Vertrat die USA bei:
- Weltmeisterschaft 2010

(Legende zur Spielerstatistik: Sp oder GP = absolvierte Spiele; T oder G = erzielte Tore; V oder A = erzielte Assists; Pkt oder Pts = erzielte Scorerpunkte; SM oder PIM = erhaltene Strafminuten; +/− = Plus/Minus-Bilanz; PP = erzielte Überzahltore; SH = erzielte Unterzahltore; GW = erzielte Siegtore; 1 Play-downs/Relegation; Kursiv: Statistik nicht vollständig)